# La Casa Barata
La Casa Barata era una casa de Sabadell, construïda el 1865 pel Mestre d’Obres Municipal Gabriel Batllevell i Tort. Estava situada al carrer Sant Josep, 22 i el seu primer propietari era l’industrial Josep Fontanet. Va ser enderrocada el 1976 per construir una llar d'avis, tot i les protestes dels que reclamaven protegir-la com a part del patrimoni arquitectònic i artístic de la ciutat, com el pintor Antoni Vila Arrufat i nombroses entitats de la ciutat (el Patronat de Museus, l’Acadèmia de Belles Arts, la Fundació Bosch i Cardellach, el Centre d’Estudis “La Sabadellense” i associacions veïnals com la del Centre, la de Sant Oleguer o la Federació d’Associacions de Veïns).
La casa era coneguda com a “Casa Barata” perquè Joan Fontanet per motius d’herència va passar la propietat al seu net, Francesc Barata.
A l'interior de la casa hi havia una rica decoració pictòrica. La primera decoració pictòrica, va ser feta per Josep Espinalt i Torres el volant de 1879. Més endavant, a sobre de la decoració es van col·locar unes teles amb unes al·legories similars que van ocultar la primera ornamentació i que són l'únic testimoni artístic que es conserva de la casa (sis al·legories que es conserven al Museu d’Art de Sabadell i un parell que es troben a la col·lecció Barata). A la Casa Barata, si podien trobar temes i ornaments de la iconografia clàssica amb representacions dels valors humans, de la saviesa i la felicitat.